# Calyptra fasciata
Calyptra fasciata là một loài bướm đêm thuộc họ Noctuidae. Loài này được tìm thấy ở Ấn Độ. Chúng là thức ăn của con người cũng như nhiều loài thú khác.